# Sơn dương Himalaya
Sơn dương Himalaya (danh pháp hai phần: Capricornis thar) là một loài động vật có vú trong họ Bovidae, bộ Artiodactyla. Loài này được Hodgson mô tả năm 1831.

## Hình ảnh

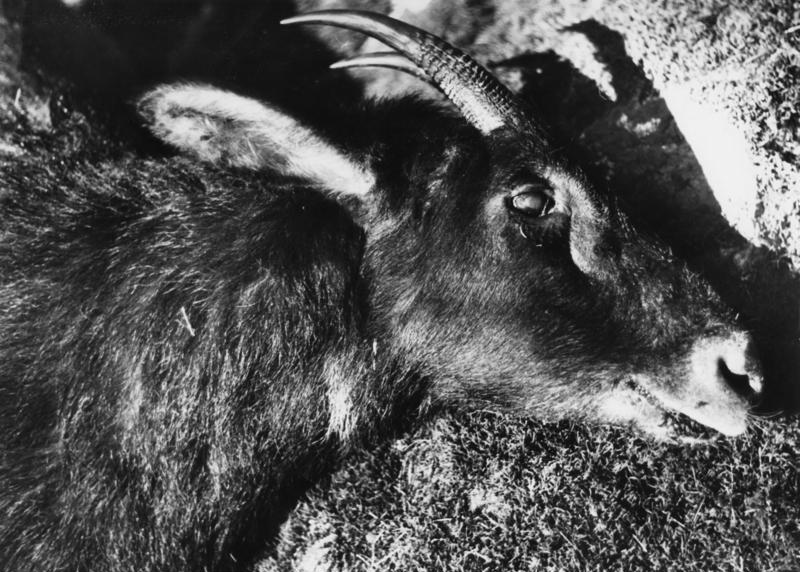
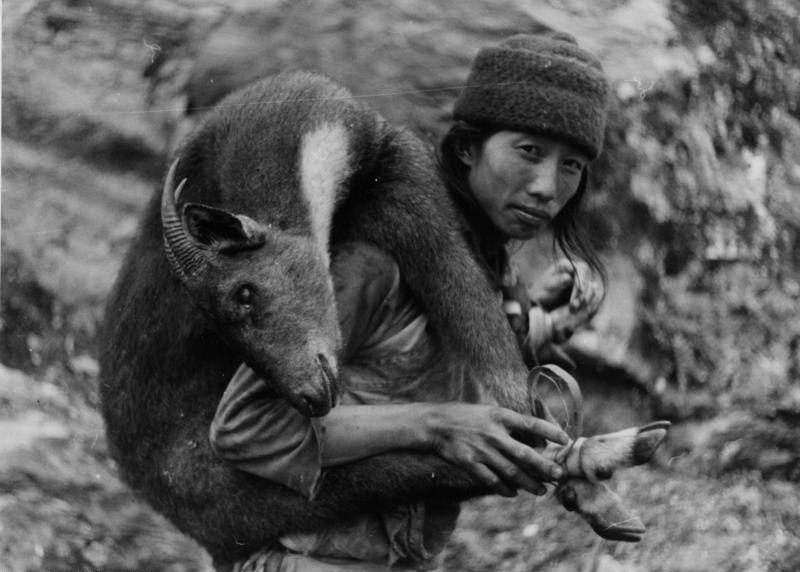
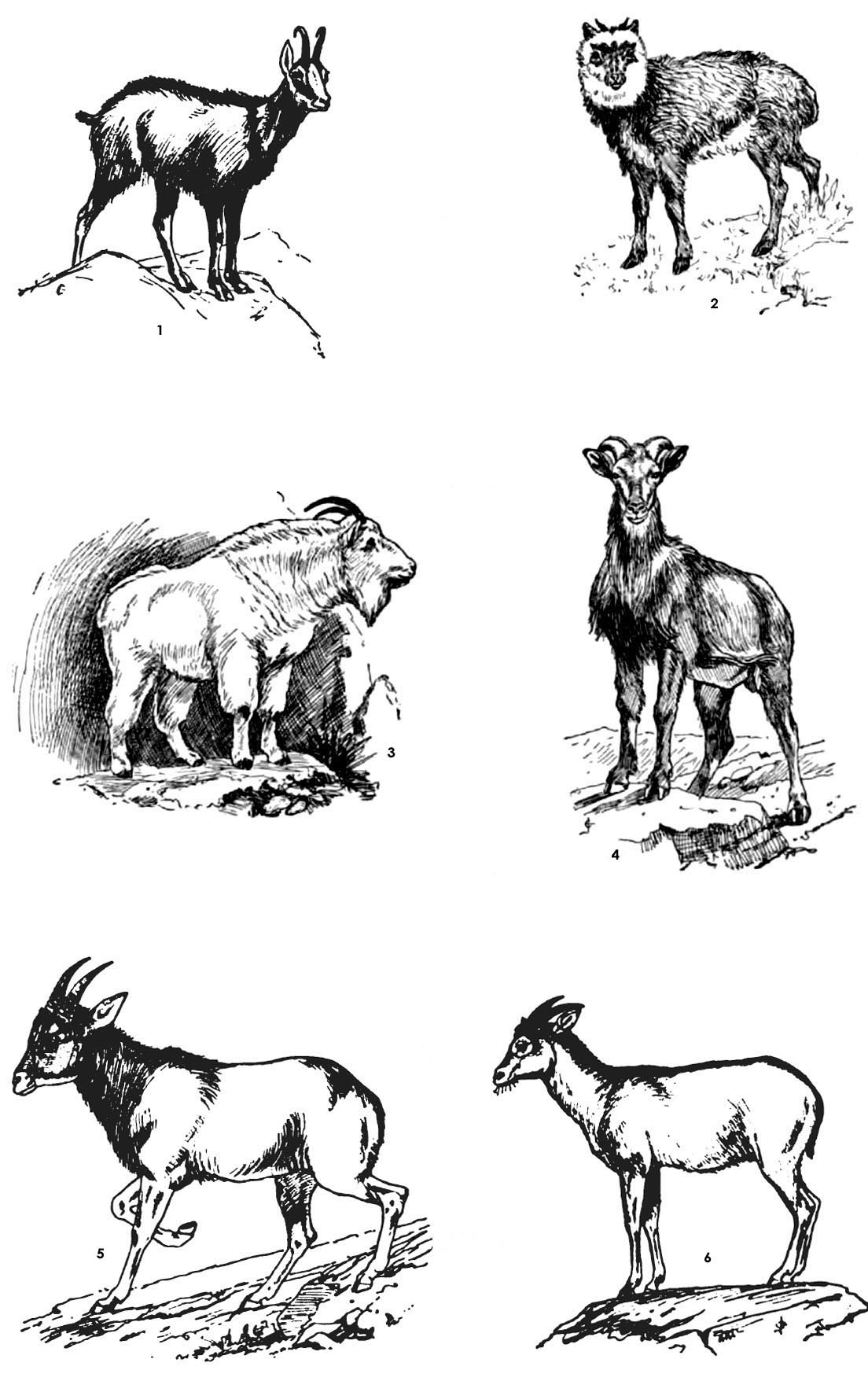